# Úsilné
Úsilné (en allemand : Woselno) est une commune du district de České Budějovice, dans la région de Bohême-du-Sud, en République tchèque. Sa population s'élevait à 496 habitants en 2024.

## Géographie
Úsilné se trouve à 5 km au nord-est du centre de České Budějovice et à 119 km au sud de Prague.
La commune est limitée par Borek au nord, par Libníč au nord-est, par Hůry à l'est, par České Budějovice au sud et au sud-est, et par Hrdějovice à l'ouest.

## Histoire
La première mention écrite du village date de 1333.

## Galerie

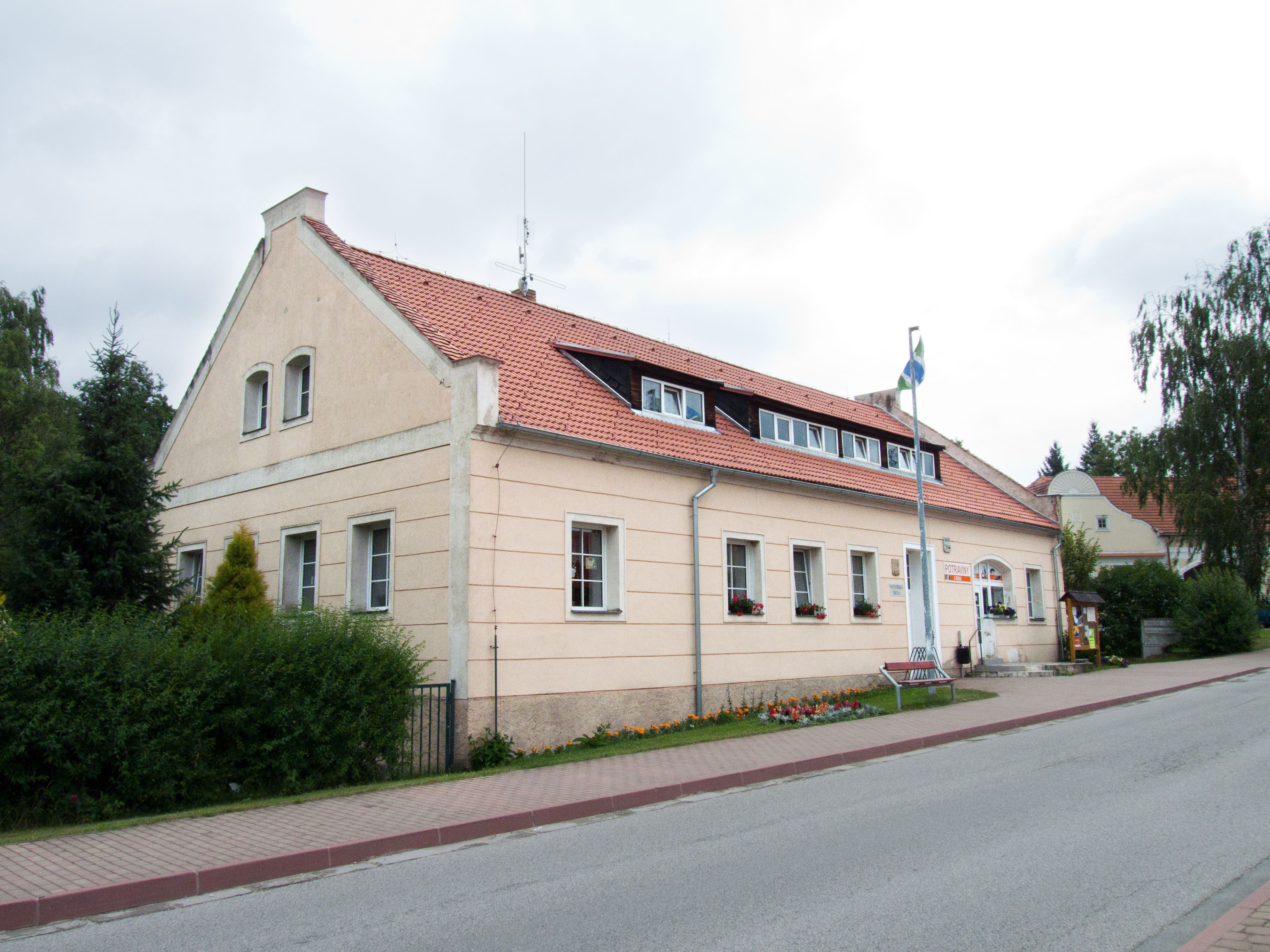
La mairie.
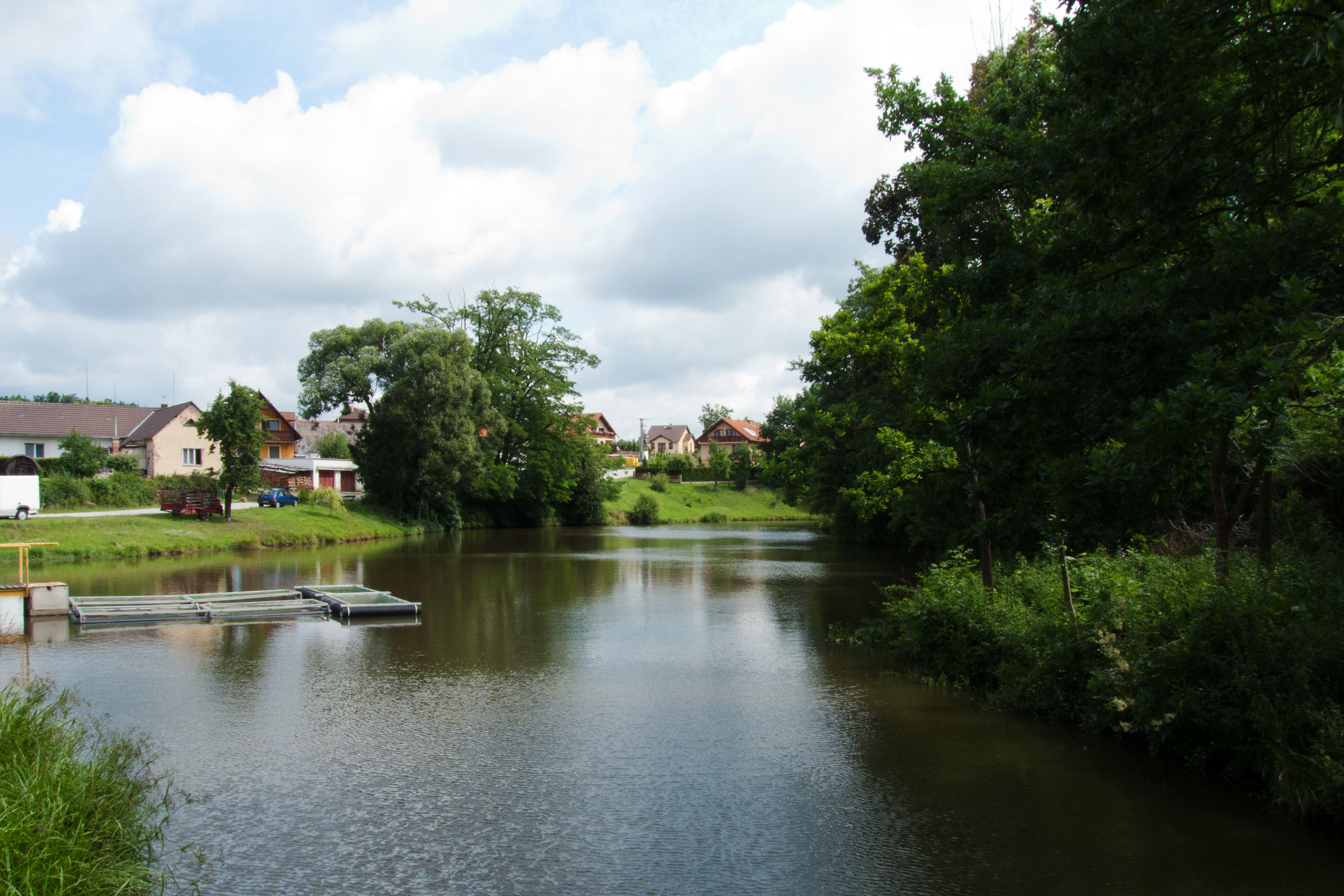
Étang.

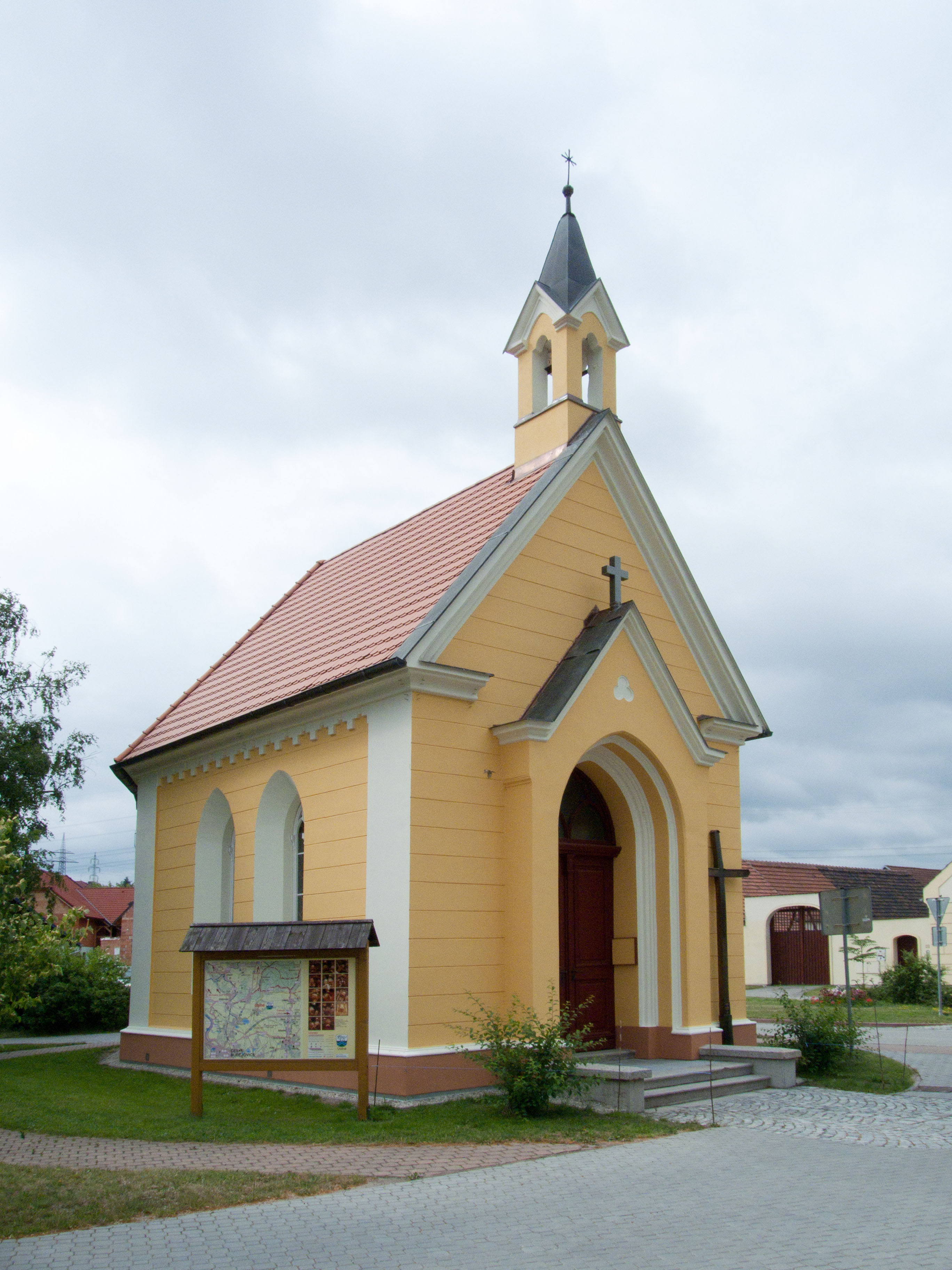
Chapelle.
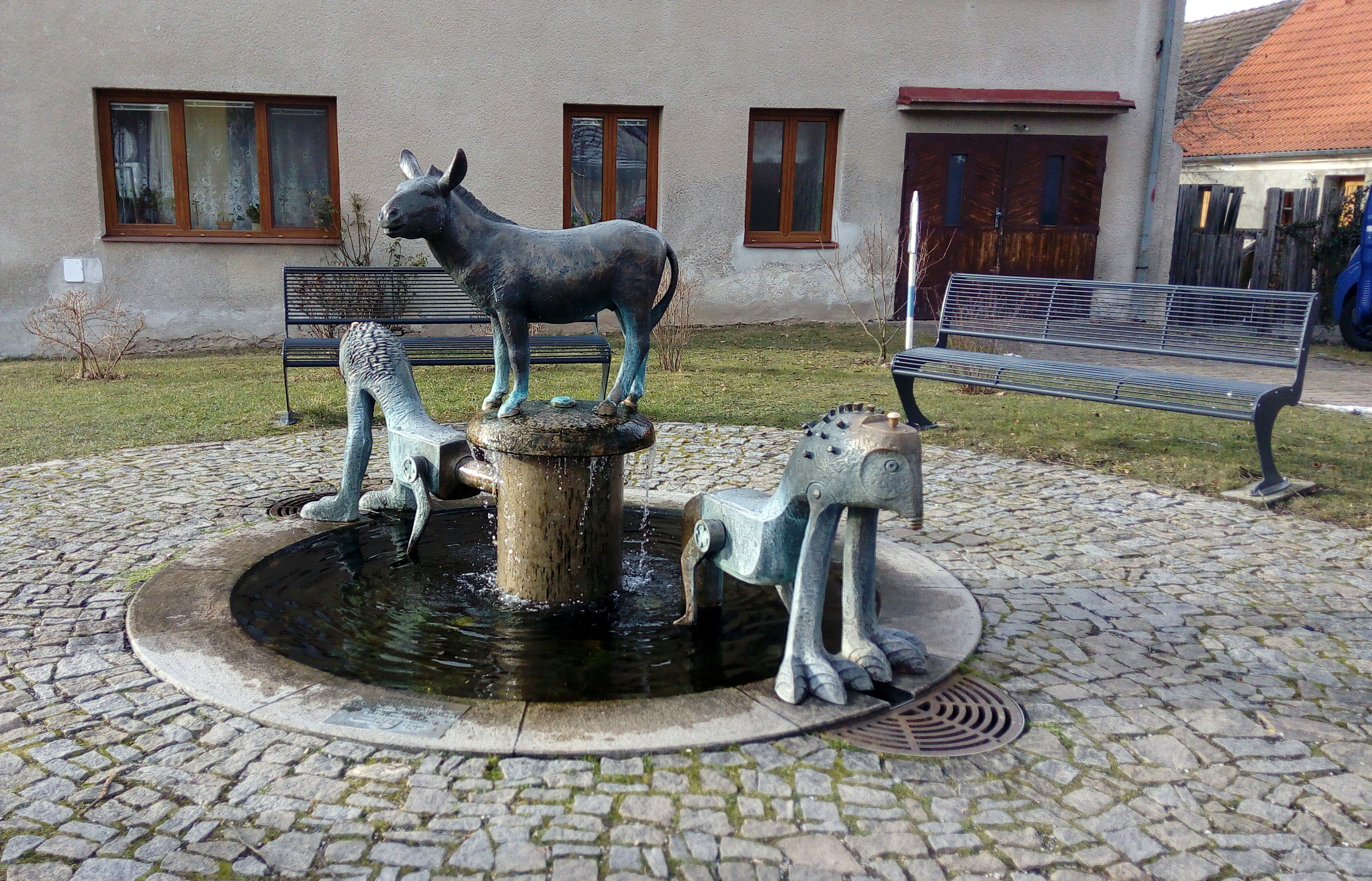
Source d'eau minérale.

## Transports
Par la route, Úsilné se trouve à 6,5 km de České Budějovice et à 146 km de Prague.